# 田中光敏
田中 光敏（たなか みつとし、1958年9月24日 - ）は、日本の映画監督、CMディレクター、大阪芸術大学映像学科学科長・教授である。

## 来歴
北海道浦河郡浦河町出身。北海道浦河高等学校、大阪芸術大学卒業。電通映画社（現電通テック）、テレビマンユニオンCMを経て、1984年にはクリエイターズユニオンを設立。
1995年 - 阪神・淡路大震災に被災。
2002年デビュー作の映画『化粧師 KEWAISHI』が公開、第14回東京国際映画祭･コンペ部門出品（最優秀脚本賞受賞作品）、上海国際映画祭招待作品となった。
2003年にさだまさし原作の小説を映画化した第2作目『精霊流し』が公開、第21回日本映画復興賞奨励賞受賞（第46回ブルーリボン賞助演男優賞受賞作品）。
2009年、第3作目『火天の城』が全国公開。歴史的主要人物ではなく裏方に焦点を当てた物語として新しい時代劇映画として高い評価を得、ムンバイ国際映画祭に招待される（第33回日本アカデミー賞優秀美術賞・第41回照明技術賞最優秀照明賞受賞作品）。
2010年 - 浦河の観光大使に就任。
2013年、第4作目として第140回直木賞受賞作品である『利休にたずねよ』を映画化し、モントリオール世界映画祭のワールドコンペ部門において最優秀芸術貢献賞を受賞。第30回山路ふみ子文化賞。第37回日本アカデミー賞優秀作品賞他、9部門にて優秀賞受賞（第37回日本アカデミー賞最優秀美術賞受賞作品）。
2014年、さだまさしの短編小説を映画化した初めてのロードムービーである『サクラサク』公開。第38回モントリオール世界映画祭フォーカス・オン・ワールドシネマ部門正式招待作品。第１回アジア国際映画祭 最優秀監督賞・最優秀女優賞・最優秀映画音楽賞受賞。
2014年、浦河町町民文化栄誉賞に就任。
2015年 - 大阪芸術大学映像学科教授。また、念願の海外との合作映画（日本・トルコ合作映画）である『海難1890』公開。第39回日本アカデミー賞にて最優秀美術賞・最優秀録音賞を受賞。またこの作品は優秀監督賞をはじめ、優秀作品賞等、10部門にて日本アカデミー優秀賞受賞。
2016年 - 5月、和歌山県串本町の トルコ記念館 名誉館長に就任。
2017年 - 2月、越前あわら観光大使就任。
2017年 - 4月、和歌山大学国際観光学研究センター客員研究員。
2023年-1月、大阪芸術大学映像学科学科長　就任。

## 受賞歴
- 第21回日本映画復興奨励賞　（『精霊流し』）
- 第37回モントリオール世界映画祭ワールドコンペ部門　最優秀芸術貢献賞（『利休にたずねよ』）
- 第37回山路ふみ子映画賞 山路ふみ子文化賞（『利休にたずねよ』）
- 第１回アジア国際映画祭最優秀監督賞（『サクラサク』）
- 第9回おおさかシネマフェスティバル　監督賞
- 平成28年和歌山県知事表彰（国際功労賞）
- 第39回日本アカデミー賞 優秀監督賞（『海難1890』）[6]
- 第94回『キネマ旬報ベスト・テン』読者選出日本映画監督賞（『天外者』）[7]
- 第13回東京新聞映画賞（『天外者』）

## 作品

### 劇場映画
- 化粧師 KEWAISHI（2001年）
- 精霊流し（2003年）
- 火天の城（2009年）
- 利休にたずねよ（2013年）
- サクラサク（2014年）
- 海難1890（2015年）
- 天外者（2020年）
- 親のお金は誰のもの 法定相続人（2023年）

### 企業向けドラマ
- イオン化粧品 「少年物語」 （ホール上映用映画）

### TVCM
- ダイドードリンコ 企業CM （60秒） 「白い自販機篇」
- パナソニック 中国向けCM
  - （2005年） 「VIERA」
  - （2006年） 「VIERA」 「LUMIX」
  - （2007年） 「VIERA」 「LUMIX」 「SDムービー」
  - （2008年） 「VIERA」
  - （2011年） 「3D VIERA」（3D CM）
- イオン化粧品 「蒸しタオル美容法篇」
- 本田技研工業 「インフォホンダ・キャンペーン篇」
- 田辺製薬 「ナンパオ・ふたりのジュディ篇」
- 日の出みりん 「女板前篇」 「唐子プレゼント篇」 「包丁セットプレゼント篇」
- 大阪ガス 「ガス冷房・バビロン篇」 「ローマコロッセオ篇」
- 島津製作所 企業CM 「夢中篇」
- 菊正宗 「商品登場篇」 「生もとづくり」 「キクマサピン」
- がんこ寿司 企業CM 「準備篇」
- カプコン 「スーパーストリートファイターII」
- オリオンビール「ピルス 私飲んでます篇」
- 福井鋲螺　企業CM

他

### MUSIC CLIP
- 伍芳 「花咲く旅路」 （東芝EMI）
- さだまさし 「人生の贈り物」 （FOA）
- やしきたかじん 「やっぱ好きやねん」（ビクター音楽産業）
- キャサリン・ジェンキンス「Everything I Do」 （高画質デモ） 北米・ヨーロッパ発売 （ユニバーサルクラシックス＆ジャズ）
- ザ・ピペッツ「Because It's Not Love （But It's Still A Feeling）」 （ユニバーサル インターナショナル）

### PV
- Panasonic 「HANA」 （海外向けPV）
- Panasonic 「ブラックプール篇」 （海外向けPV）
- Panasonic (中国向け) 2011 「3D VIERA」 Webムービー
- シャープ AQUOS 「コッペリア イン アクオス」 （高画質デモ）

### DVD
- ジェリー・イェン （台湾 F4） オフィシャルプライベートDVD （ワーナー・ホームビデオ）
- ヴィック・チョウ （台湾 F4） オフィシャルプライベートDVD （ワーナー・ホームビデオ）
- ヴァネス・ウー （台湾 F4） オフィシャルプライベートDVD （ワーナー・ホームビデオ）
- ロイ・チウ （台湾） オフィシャルプライベートDVD （ワーナー・ホームビデオ）

#### その他
・「ヒーローを支えた人たちにドラマ性を感じる」映画監督・田中光敏の流儀とは